# Salpis batiola
Salpis batiola là một loài bướm đêm trong họ Geometridae.